# Aérodrome de La Ferté-Gaucher
 (avril 2025).
L'aérodrome de La Ferté-Gaucher (code OACI : LFFG) est un aérodrome privé / à usage restreint, situé à 2,5 km au sud-ouest de La Ferté-Gaucher en Seine-et-Marne.
Il est utilisé pour la pratique d'activités de loisirs.

## Installations
L'aérodrome dispose d'une piste en herbe, orientée en 04/22, d'une longueur de 900 m par une largeur de 50 m.
L'aérodrome n'est pas contrôlé. Les communications s'effectuent en auto-information sur la fréquence de 123,35 MHz.
Il n'est pas agréé pour le vol à vue de nuit (VFR).
L'aérodrome dispose d'un restaurant "Entre Ciel et Terre", ainsi que de d'un Hôtel 2** "Le Grand Terre".